# Носим (сельское поселение)
Носим — упразднённые административно-территориальная единица (административная территория село с подчинённой ему территорией) и муниципальное образование (сельское поселение с полным официальным наименованием муниципальное образование сельского поселения «Носим») в составе муниципального района Усть-Куломского в Республике Коми Российской Федерации.
Административный центр — село Носим.

## История
Статус и границы административной территории были установлены Законом Республики Коми от 6 марта 2006 года № 13-РЗ «Об административно-территориальном устройстве Республики Коми».
Статус и границы сельского поселения были установлены Законом Республики Коми от 5 марта 2005 года № 11-РЗ «О территориальной организации местного самоуправления в Республике Коми».
Законом Республики Коми от 28 апреля 2017 года № 39-РЗ были преобразованы, путём их объединения, сельские поселения и одноимённые административные территории Усть-Кулом и Носим в сельское поселение и одноимённую административную территорию «Усть-Кулом».

## Население
| 2010 | 2011 | 2012 | 2013 | 2014 | 2015 | 2016 |
| ---- | ---- | ---- | ---- | ---- | ---- | ---- |
| 608  | ↘604 | ↘579 | ↘571 | ↘560 | ↘552 | ↘543 |
| 2017 |      |      |      |      |      |      |
| ↗557 |      |      |      |      |      |      |

## Состав
Состав административной территории и сельского поселения:
| № | Населённый пункт | Тип населённого пункта       | Население |
| - | ---------------- | ---------------------------- | --------- |
| 1 | Носим            | село, административный центр | 262       |
| 2 | Паспом           | посёлок                      | 346       |